# Jean de Lusignan
Jean de Lusignan, né en 1329 ou en 1330, mort en 1375, troisième fils de Hugues IV de Chypre et d'Alice d'Ibelin, est un membre de la Maison de Lusignan, régent du royaume de Chypre, puis connétable de Chypre, et prince d'Antioche (1345).  

## Biographie
Il fut assassiné à Nicosie, en 1375, à l'instigation de sa belle-sœur Éléonore d'Aragon et de l'envahisseur génois, probablement en raison de son implication dans le meurtre de son frère aîné, le roi Pierre Ier. La tour du Prince Jean du château de Saint-Hilarion lui doit son nom : on raconte qu'il fit mourir les deux Bulgares qui constituaient sa garde personnelle en les précipitant du haut de cette même tour. 

## Mariages et descendance
Jean de Lusignan fut marié deux fois : 
1. une première fois avec dispense, le 16 avril 1343, il épousa avec dispense Constance d'Aragon, dont il était le troisième mari et petit-neveu par alliance, sans postérité ;
2. une seconde fois, le 13 avril 1350, il épousa avec dispense Alix d'Ibelin (1325-30 † ap. 1373), fille de Guy d'Ibelin, sénéchal de Chypre (1318-1334), et de sa femme et cousine (13 novembre 1319) Marguerite d'Ibelin (1307 -), dont il eut pour fils unique Jacques († av. 1395 ou 1395/1397), comte titulaire de Tripoli en 1372, marié vers 1385 avec sa cousine germaine Marie dite Mariette de Lusignan, fille de Pierre Ier de Chypre et de sa deuxième femme Éléonore d'Aragon, dont il eut deux fils et trois filles : 
  - Jean († 1428/1432), comte titulaire de Tripoli
  - Pierre († 1451), maréchal ou sénéchal titulaire de Tripoli, comte titulaire de Tripoli, régent de Chypre, connétable et sénéchal titulaire de Jérusalem, marié vers 1415 avec sa cousine Isabelle de Lusignan, sans postérité légitime mais avec un fils naturel de mère inconnue ;
  - Eschive
  - Éléonore († ca. 1414), mariée vers 1406 avec son cousin Henri de Lusignan, prince titulaire de Galilée († 1427)
  - Loysie, probablement mariée avec son cousin Eudes de Lusignan († 1421)

De sa maîtresse, Alix Embriaco de Giblet, il eut par ailleurs :
- Jean dit Janot († ap. 1410), seigneur titulaire de Beyrouth et de Tyr, marié en 1385 avec Marguerite, fille de Jean de Morphou, comte titulaire de Tripoli et maréchal de Chypre, d'où un fils, Jean († vers 1456), seigneur titulaire de Beyrouth et de Tyr